# Schöne Männer hat man nie für sich allein
Schöne Männer hat man nie für sich allein ist eine deutsche Filmkomödie von Hansjörg Thurn aus dem Jahr 2004. Die deutsche Erstausstrahlung erfolgte am 13. April 2004 auf dem Privatsender Sat.1.

## Handlung
Annabelle arbeitet bei der Anzeigenannahme einer Tageszeitung. Gerade ist sie 30 Jahre alt geworden und so langsam müsste sie sich doch auch einmal verlieben, denkt sie sich. Von ihren Freundinnen hat sie sich zu einem Date überreden lassen, aber obwohl sie sich bemüht, hält sie es nicht aus und lässt den jungen Mann einfach sitzen. Die ständige Konfrontation mit Liebesannoncen in der Zeitung setzt Annabelle sehr zu. Als sie eines Tages die Anzeige des jungen Zahnarztes Daniel entgegennimmt, ist sie das erste Mal in ihrem Leben richtig verliebt. Sie buhlt sogleich um die Gunst des Zahnarztes und lässt nichts unversucht, seine Aufmerksamkeit zu erlangen. Auf Anraten ihrer Freundinnen lässt Annabelle erst einmal heimlich die Zuschriften auf die Annonce verschwinden, die als Chiffre bei der Agentur eingehen. Danach trifft sie ihn „zufällig“ in der Sauna und Daniel scheint ein wenig Gefallen an Annabelle zu finden. Um ihn aber von einer Annoncenbekanntschaft fernzuhalten und ihre Chancen zu erhöhen, vernichtet sie weiterhin alle Zuschriften. Damit er aber keinen Verdacht schöpft, meinen ihre Freundinnen, Daniel sollte vielleicht ein paar schlechte Erfahrungen machen, um ihm die Laune auf eine Annoncenbekanntschaft zu vermiesen. So richtig klappt der Plan nicht, denn alle drei Freundinnen sind schon bei der ersten Begegnung mit dem charmanten Daniel „hin und weg“. Außerdem stellt sich heraus, dass er gar nicht an einer festen Beziehung interessiert ist. Er hatte die Anzeige für seinen Freund Gernot aufgegeben, der seit Jahren seiner verflossenen Liebe nachtrauert, was Daniel nicht mehr länger mit ansehen kann. Annabelle ist entsprechend enttäuscht, lässt sich aber darauf ein, Gernot als potentielle Freundin vorgestellt zu werden, nur um den Kontakt zu Daniel zu behalten. Zwischen Gernot und Annabelle passt es aber überhaupt nicht, denn er hält sie für eine „ungehobelte Zicke“ und sie ihn für einen „schrulligen Kauz“.
Annabelle versucht mit einem Direktangriff Daniel für sich zu gewinnen. Aber obwohl er Annabelle zunehmend interessant findet, will er sie seinem Freund nicht wegnehmen. Außerdem war er bisher ein unverbesserlicher Charmeur, der sich stets von einem Liebes-Abenteuer in das nächste gestürzt hat. Nun geht ihm Annabelle nicht mehr aus dem Sinn. Doch nach einem Zerwürfnis zwischen den beiden will er nichts mehr von ihr wissen. In seinem Schmerz will er sich zusammen mit seinem Freund Gernot einem Indianerritual unterwerfen, das ihm ein für alle Mal die Lust auf Frauen nehmen soll. Annabelle erfährt davon und kann ihn am Ende davon abhalten. Daniel kann nun nicht anders, als diese Frau in den Arm zu nehmen.

## Hintergrund
Schöne Männer hat man nie für sich allein wurde vom 4. November 2003 bis zum 5. Dezember 2003 in der Landeshauptstadt Berlin gedreht. Produziert wurde der Film von Janus Film GmbH.

## Kritik
Rainer Tittelbach von tittelbach.tv fasste zusammen: „Vier um das sexuelle Wohlbefinden des anderen besorgte Frauen kurz vor der Midlife-Krise - das kommt einem bekannt vor! Zwar ist Berlin nicht New York und eine deutsche Bowling-Kneipe kein Manhattaner In-Lokal, doch die Themen in Hansjörg Thurns TV-Komödie zielen fast ausschließlich Sex and the City-like unter die Gürtellinie verhaltensauffälliger Großstädter zur Paarungszeit. Die Hormone spielen verrückt, die Nerven liegen blank.“ Weiter meinte er: „Hansjörg Thurn reizt mit Schauspielern wie Nina Petri, Catherine Flemming und Jochen Horst die komischen Momente aus, ohne die realen Nöte und Sorgen beziehungswilliger Singles außer Acht zu lassen.“ „Mit Kulleraugen, weiblichen Rundungen, Charme und einem Lächeln, das seines Gleichen sucht, verkörpert Uhlig ganz den Typ junge, sympathische Frau von nebenan, die selbstbewusst wirkt und doch Probleme mit ihrem Selbstbild hat. Und so spielt sie auch in ‚Schöne Männer hat man nie für sich allein‘ eine Frau, die sich nicht für attraktiv genug hält, um den männlichen Bedürfnissen standzuhalten.“
Die Kritiker der Fernsehzeitschrift TV Spielfilm zeigten bei ihrer Wertung von Schöne Männer hat man nie für sich allein mit dem Daumen nach oben. Während sie für Spannung und Erotik je einen von drei möglichen Punkten vergaben, wurde der Humor mit zwei Punkten bewertet. Dazu schrieben: „Witz trifft Charme – ein Paar mit Zukunft“.
prisma resümierte: „Witz trifft Charme - ein Paar mit Zukunft“.